# ساموئل فرنسیز دو پونت
ساموئل فرنسیز دو پونت (انگلیسی: Samuel Francis Du Pont; ۲۷ سپتامبر ۱۸۰۳ – ۲۳ ژوئن ۱۸۶۵) فرد نظامی اهل ایالات متحده آمریکا بود.